# Комитети на демократичната младеж
Комитетите на демократичната младеж са младежка организация, средство за координация на политиката на отечественофронтовските партии, съществувало от 24 май 1946 до създаването на Съюза на народната младеж.
Комитетите се състоят от по равен брой представители на РМС, ЗМС, левицата на ССМ, Народния младежки съюз „Звено“ и младежката организация на Радикалната партия. Те се избират от ръководните органи на съответните организации.
Комитетите се изграждат на регионален принцип. Разполагат с организационна самостоятелност и централно ръководство, но не отменят организационната самостоятелност и не могат да вземат решения вместо централните ръководства на отделните организации. Комитетите са доминирани от обвързания с БКП Работнически младежки съюз, което в крайна сметка води до създаването през декември 1947 на казионния Съюз на народната младеж.